# Вондожь
Вондожь (Вондоша, Вондаш, Вондаж) — река в Вологодской области России.
Протекает по территории Усть-Кубинского и Харовского районов. Вытекает из Вондожского озера на высоте 186 м над уровнем моря. Севернее деревни Козлиха впадает в реку Сить в 23 км от её устья по правому берегу. Длина реки составляет 59 км, площадь водосборного бассейна — 574 км².
Вдоль течения реки расположены населённые пункты Шапшинского сельского поселения, в том числе административный центр поселения — село Шапша.

## Притоки (км от устья)
- 13 км: река Шапша (лв)
- 16 км: река Кумжа (лв)
- Черна (лв)
- Лебежка (пр)
- Васькова (пр)
- 33 км: река Коенга (лв)
- Масленка (пр)

## Данные водного реестра
По данным государственного водного реестра России относится к Двинско-Печорскому бассейновому округу, водохозяйственный участок реки — озеро Кубенское и реки Сухона от истока до Кубенского гидроузла, речной подбассейн реки — Сухона. Речной бассейн реки — Северная Двина.
Код объекта в государственном водном реестре — 03020100112103000005993.